# Алкогольні напої з молока

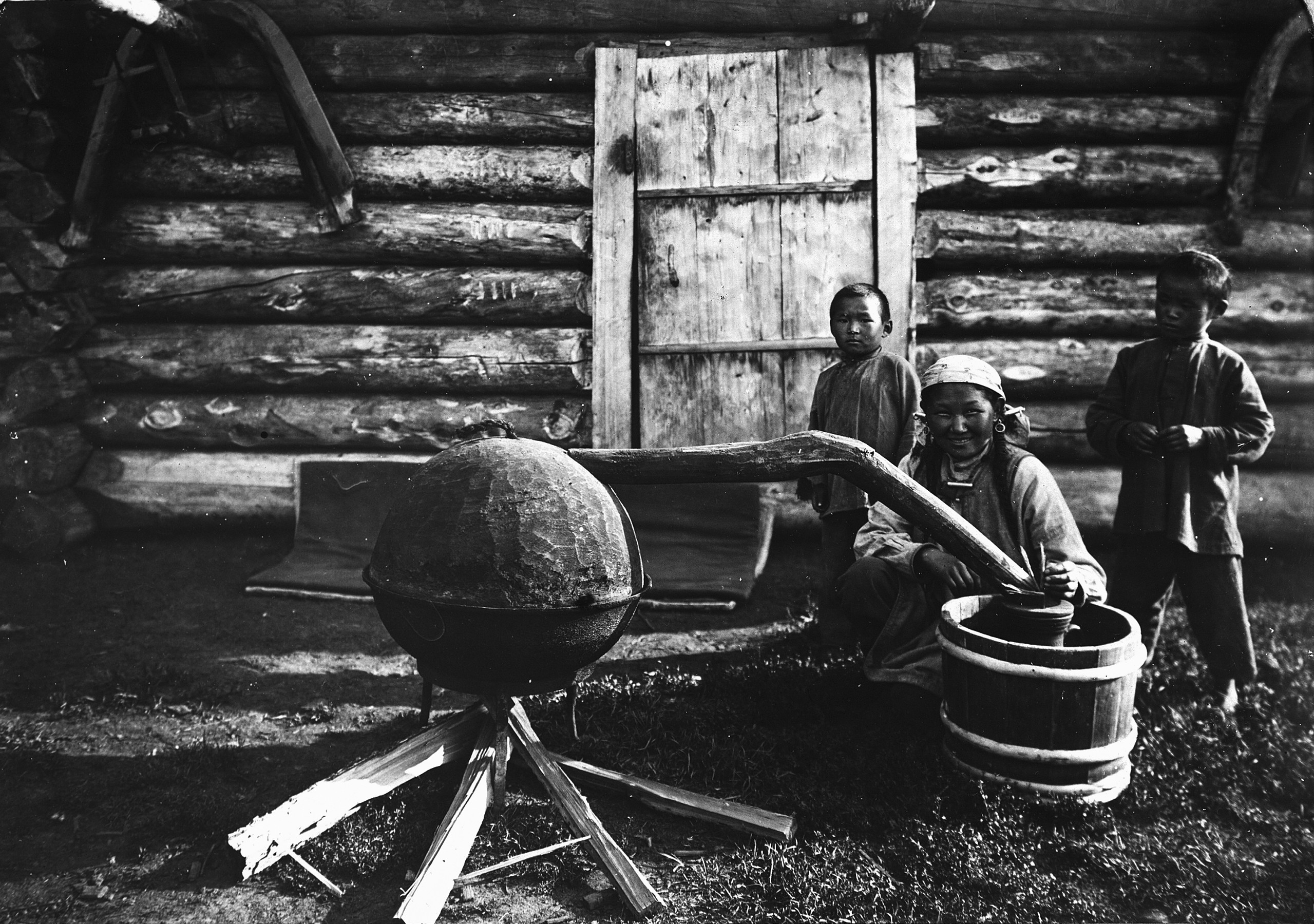
Приготування Тарасуна. Бурятія, кінець XIX — початок XX століття

З молока виробляються кілька традиційних алкогольних напоїв. Вони поширені, зокрема, в Середній Азії, у народів Монголії і Сибіру. Алкоголь виникає в процесі зброджування молока ссавців (наприклад, коров'ячого, верблюдячого або кобилячого). Переброджене молоко може бути готовим напоєм, або служити сировиною для дистиляції більш міцних спиртних напоїв.

## Види алкогольних напоїв з молока
Напої, одержувані без перегонки шляхом зброджування молока:
- Кумис — готується з молока кобили, може містити 5-6 % алкоголю
- Хуремге — бурятський напій з коров'ячого молока, колір: мутно-зеленуватий
- Білк — молочне пиво
- Шубат

Напої, одержані за допомогою дистиляції збродженя молока (також звані молочні горілки):
- Арак, арака, кумишки — дистилят з кумису. На території Удмуртії, Башкирії і Республіки Марій Ел, перегнане прокисле кобиляче молоко називають «кумишки». «Араком» може також називатися практично будь-який дистилят[1]
- Архи — молочна горілка у народів Монголії і Південного Сибіру[2]
- Тарасун — дистилят хуремге (по Далю: перегнанна вдруге молочна горілка, очищена кумишки)[3].